# ダグラス・アダムズ
ダグラス・アダムズ（Douglas Adams、1952年3月11日 ‐2001年5月11日）は、イギリスの脚本家、SF作家。ファンの間ではBop Ad や Bob、もしくはDNA（フルネーム "Douglas Noël Adams"より）と呼ばれている。存命中に全世界で1500万部売れた『銀河ヒッチハイク・ガイド』の作者として知られる。同作品は1978年にBBCのラジオドラマとして始まったもので、続編も書かれ、テレビドラマ、演劇、コミックス、コンピュータゲーム、映画(2005)などになっている。イギリスのラジオ文化への貢献により、The Radio Academy の殿堂入りを果たしている。
ファンが "Bop Ad" と呼ぶのは、サインが読みにくく "Bop Ad" のように読めるためである。動物や環境保護活動家でもあり、速い車とカメラとApple Macを愛した。無神論者であり、水たまりが世界を認識したとしたら「これは私がいる興味深い世界であり、私がいる興味深い穴は私に中々うまく合っている。実のところこの穴はものすごくよく合っているから、私を入れるために作られたに違いない！」と思うだろうという有名な言葉がある。生物学者リチャード・ドーキンスは著書『神は妄想である』(2006) をアダムズに捧げ、アダムズの死について「科学は友人を失い、文学は有名人を失い、マウンテンゴリラとクロサイは勇敢な擁護者を失った」と記している。

## 前半生
イングランドのケンブリッジに生まれる。3年後に妹スーザンが生まれたが、1957年に両親が離婚。ダグラスとスーザンは母と共に母方の祖父母の住むエセックス州ブレントウッドのRSPCAの動物シェルターに引っ越した。ダグラスはここで枯草熱と喘息が悪化したと言われている。
アダムズの父は1960年7月に再婚し、半分血のつながった妹が生まれている。母も1964年に獣医と再婚し、妹と弟が1人ずつ生まれた。

### 学生時代
アダムズはブレントウッドの Primrose Hill Primary School に通っていた。6歳のとき全寮制学校 Brentwood School の入学試験に合格。同校の卒業生にはジャック・ストローやデイヴィッド・アーヴィングといった有名人がいる。同級生にはスタッキズムのアーティスト チャールズ・トムソン、1学年下にはグリフ・リース・ジョーンズがいた。1959年から1964年まで準備学校に通い、その後全寮制学校には1970年12月まで在籍した。学級担任のフランク・ハルフォルドはアダムズについて「数百人の少年が学校を卒業していったが、ダグラス・アダムズは文字通り群衆の中で目立っていた。彼は異様に背が高く、やや自意識過剰に見えた。それでも彼を本当に輝かせたのは、最高の物語を紡ぐ彼の能力だった」と語っている。アダムズは12歳で1.83mの身長があり、最終的には1.96mまで成長した。「時計塔の下」や「戦没者記念碑の下」の代わりに「アダムズの下で会おう」というジョークがあったという。彼は担任のハルフォルドが作文で10点満点の10点をつけた唯一の生徒だった。アダムズはスランプに陥るとそのことを思い出したという。
この学校時代に書いたものも一部は出版されている。例えば、写真クラブの会誌 The Brentwoodian 1962年版、学校誌 Broadsheet に掲載されたふざけたレビューなどである。後者の編集長パウル・ネイル・ミルネ・ジョホンストネは後の「銀河ヒッチハイク・ガイド」の登場人物になっている。アダムズは Broadsheet の表紙をデザインしたこともある。また1965年には少年コミック誌 The Eagle に送った手紙と短編小説が掲載されたことがある。ビートルズとウィリアム・ブレイクを論じた宗教詩についての溌剌とした論文でケンブリッジ大学セント・ジョンズ・カレッジに進学し、英文学を専攻したが、彼がそこを選んだ最大の理由は有名なコメディアンを輩出していたコメディクラブ フットライツに参加するためだった。しかし、クラブにすぐに入れたわけではなく、まずウィル・アダムズとマルチン・スミスとで「アダムズスミスアダムズ」というグループを結成して、脚本を書いて演じることから始め、根気強く活動したおかげで1973年にフットライツに入会できた。勉強はほとんどしなかったが、3年間で論文を3本書き、1974年に英文学の学士号を取得して卒業した。

## 経歴

### 執筆
1974年、アダムズの初期の作品がフットライツのレビュー（寸劇）の編集版としてBBC2で放送された。そのレビューのある版をロンドンのウエスト・エンドで上演し、モンティ・パイソンのグレアム・チャップマンがアダムズを見出すことになった。2人は共同執筆を行うようになり、『空飛ぶモンティ・パイソン』のあるエピソード（エピソード45、最終話）にアダムズの名も表示された。その中の "Patient Abuse" （世界で一番アブナイ医者）というスケッチがアダムズの関わったものである。なお、オリジナルのメンバー以外の名が表示されたのはアダムズ以外にはニール・イネスしかいない。そのスケッチは、看護婦に腹を刺された男が血を流しながら診察室に入ってくるところから始まる。医師は彼に治療の前に多くの非常識なフォームに記入するよう要求する（後のヴォゴン人の事務手続きに通じるものがある）。アダムズは『空飛ぶモンティ・パイソン』第4シリーズに2度出演している。アダムスとチャップマンはモンティ・パイソンとは関係ないプロジェクトでも共同執筆しており、Out of the Trees などがある。
ラジオでのアダムズの初期作品として、The Burkiss Way(1977) や The News Huddlines がある。また、テレビではグレアム・チャップマンと共同で Doctor on the Go のあるエピソード（1977年2月20日放送）の脚本を書いた。
コメディ脚本家として生活を成り立たせるのは大変で、アダムズは病院のポーター、納屋の建設、鳥小屋の清掃といった様々な仕事をしていた。カタールの石油王一家のボディガードとして雇われたこともある。
1979年、アダムズとジョン・ロイドは30分のアニメ番組 Doctor Snuggles （邦題：『不思議博士の冒険』）の2つのエピソードの脚本を書いた。ジョン・ロイドはオリジナルのラジオ版『銀河ヒッチハイクガイド』の脚本も一部書いており、The Meaning of Liff や The Deeper Meaning of Liff といった本も共作している。2人はギネス・ワールド・レコーズをベースにしたSF映画の企画でも協力関係にあった。この企画はジョン・クリーズが国連事務総長を演じ、異星人が運動競技で人類を打ち負かそうとやってくるという話で、人類はギネスブックにあるような馬鹿らしい競技を提案して異星人に勝つ。ただし、この企画は実現しなかった。
『銀河ヒッチハイク・ガイド』のラジオ版が好評だったため、アダムズはBBCのラジオプロデューサーとなり、Week Ending や Black Cinderella Two Goes East といった番組に関わったが、6カ月後には『ドクター・フー』の脚本編集に抜擢されプロデューサーを辞めた。

#### 銀河ヒッチハイク・ガイド
『銀河ヒッチハイク・ガイド』はアダムズとラジオ・プロデューサー のサイモン・ブレットが1977年、BBC Radio 4 に売り込んだSFラジオドラマのコンセプトだった。アダムズはパイロット版といくつかのストーリーの概略を考え出した（ニール・ゲイマンの著書 Don't Panic: The Official Hitchhiker's Guide to the Galaxy Companion に収録）。

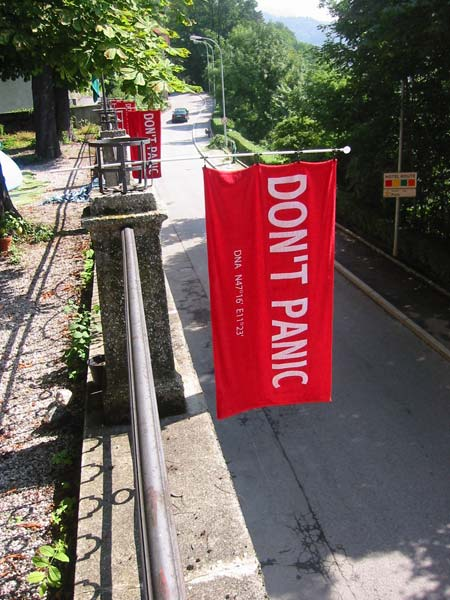
アダムズが『銀河ヒッチハイク・ガイド』を思いついたとされているオーストリアのインスブルックでの Towel Day 2005 の様子。小説中でヒッチハイカーの必需品とされているタオルが象徴となっている。Towel Day（5月25日）は2001年、アダムズの死の2週間後に最初に祝われ、その後毎年続いている。

アダムズ自身によると、そのアイデアはオーストリアのインスブルックの広場で酔っ払って横になり星を眺めているときに思いついたという。ただし、綴りが易しいという理由でBBCはスペインだったと主張するだろうと冗談を添えている。そのとき彼は Hitch-hiker's Guide to Europe という本を片手に各地を放浪していて、全く話が通じない町にたどりついた。あたりをうろついてしばらく飲んだ後、彼は広場の中央で眠り、その町の人々とコミュニケーションができないことからインスピレーションを得た。なお、何度もこの話をしたため、そのときの記憶はもうすっかり忘れてしまって、彼の中で改変された記憶だけが残っているとも語っている。
概略はアダムズのオリジナルだったが第1シリーズの最終2話はジョン・ロイドに手助けを求めた。ロイドは未発表の自作のSF GiGax のごく一部を提供した。しかし、この ロイドが提供した部分は後の小説版やテレビシリーズには全く残っていない。テレビシリーズはラジオ版の最初の6話に基づいているが、ロイドの寄与した部分は大幅に改稿されている。
BBC Radio 4 は最初のラジオドラマを1978年の3月と4月に毎週1話ずつ放送した。評判が良かったため、追加のエピソードが制作され放送された。これが一般にクリスマス・エピソードと言われている。第2シリーズ5話は1980年1月21日から25日に一夜に1話の形で放送された。
このラジオシリーズに関わりながら（そして The Pirate Planet などにも関わりながら）、アダムズには締め切りを守れないという悪い癖がでてきた。アダムズは決して多作な作家ではなく、誰かに強制されないと書けない方だった。後に『さようなら、いままで魚をありがとう』を完成させる際には、3週間ホテルに缶詰にされている。彼は「私は締め切りを愛している。締め切りが通り過ぎるときのヒューという飛ぶような音が好きだ」と述べている。締め切りに追われながら、結局アダムズは5つの小説を書き、それぞれ1979年、1980年、1982年、1984年、1992年に出版された。
このシリーズは漫画化され、コンピュータゲーム化され、1994年には写真やイラストを添えた版も出版された。後にアダムズ自身がデザインした 42 Puzzle（生命、宇宙、そして万物についての究極の疑問の答え）を表紙にした版が出版されている。
1980年、アダムズは『銀河ヒッチハイク・ガイド』映画化の最初の試みを開始し、ロサンゼルスに何度か行き、ハリウッドのいくつかのスタジオを訪問し、プロデューサー候補に会った。翌1981年、ラジオドラマをベースとしてBBCがテレビドラマのミニシリーズ "The Hitch Hikers Guide to the Galaxy" 全6話を放送。2001年にカリフォルニアで亡くなったときも、彼は1998年に映画化権を購入したディズニーと映画化の話を進めていた。2005年の映画はアダムズの死後に Karey Kirkpatrick が書き換えた脚本に基づいて2003年9月に制作が開始されたものである。
ラジオ・プロデューサー Dirk Maggs はヒッチハイク・シリーズの3作目の小説をベースとしてラジオドラマの第3シリーズを制作する件を1993年、1997年、2000年の3回、アダムズと相談している。かれらはまた、「三部作」を構成する5作品の最後の2作をラジオドラマ化する可能性についても漠然と議論した。映画と同様、このプロジェクトもアダムズの死後に実現した。ラジオドラマの第3シリーズは BBC Radio 4 で2004年9月に放送され、後にCD化された。『宇宙クリケット大戦争』をアダムズ自身が朗読した録音が残っていたため、アグラジャグの声はアダムズ自身のものが使われている。『さようなら、いままで魚をありがとう』と『ほとんど無害』からラジオドラマの第4および第5シリーズが制作され、2005年5月と6月に放送され、後にCD化された。最終シリーズの最終話の最後は「ダグラス・アダムズの『銀河ヒッチハイク・ガイド』の最終回は、愛情を込めて作者に捧げられる」という言葉で終わっている。

#### Dirk Gentlyシリーズ

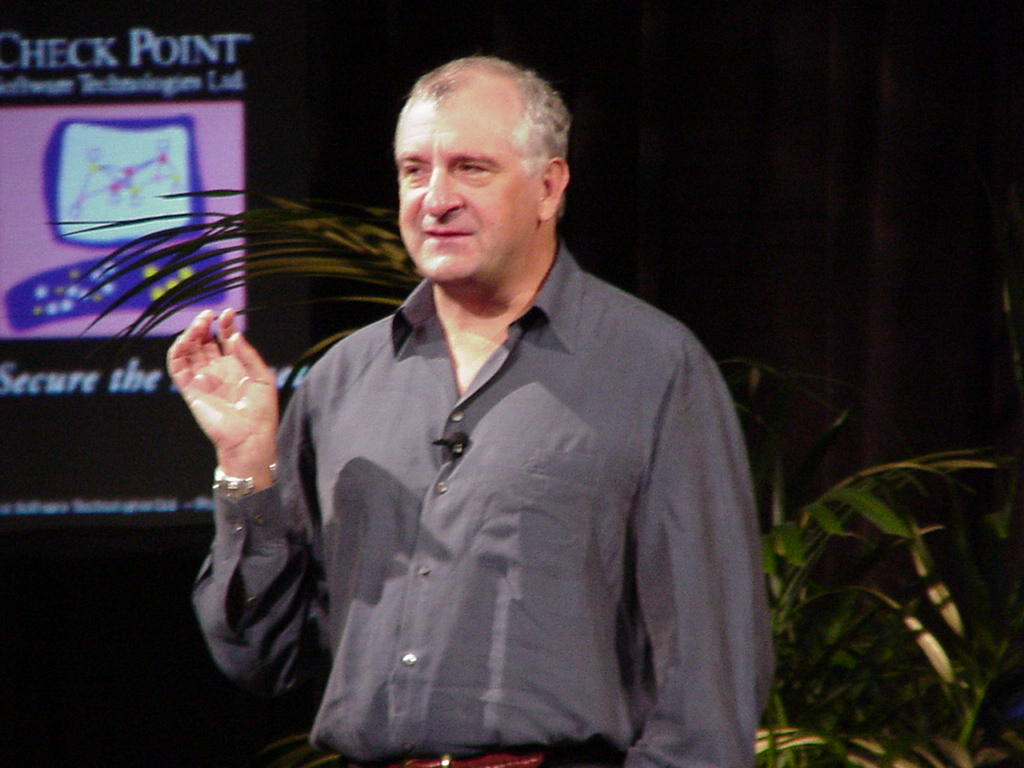
ダグラス・アダムズ（2000年3月）

1985年の Mark Carwardine とのマダガスカル旅行から、その後 Last Chance to See として結実した一連の旅行の合間に、アダムズは新たな登場人物を使った長編小説を2篇書いた。1987年に出版された Dirk Gently's Holistic Detective Agency についてアダムズは「幽霊-ホラー-探偵-タイムトラベル-恋愛-コメディ-叙事詩の一種で、泥 (mud) と音楽と量子力学を主題にしている」と説明している。アメリカでは熱狂的な書評が見られた。自身が脚本を書いた『ドクター・フー』のエピソード（City of Death と Shada）のアイデアの一部を使っている。
翌年、続編の The Long Dark Tea-Time of the Soul を出版。しかし、書評では1作目ほどの評価は受けなかった。

#### ドクター・フー
1978年、アダムズは『銀河ヒッチハイク・ガイド』ラジオ版のパイロット脚本を『ドクター・フー』制作班に送り、The Pirate Planet の脚本を依頼された。またもっと以前に "Doctor Who and the Krikkitmen" という映画用脚本を送ろうとしたこともあり、それが後の『宇宙クリケット大戦争』のベースになっている。アダムズは1979年のシーズン17で脚本編集として関わった。そして全部で3つの話の脚本を書いている。
- The Pirate Planet シーズン16（1978-1979年）の第2話（4エピソード）
- City of Death シーズン17の第2話（4エピソード） - Graham Wiliams、David Fisher と共作
- Shada シーズン17用の脚本だが、制作が途中で打ち切られ、放送されず。

アダムズ原作のエピソードはアダムズがノベライズを許可しなかったため、小説化されていない。アダムズが出版社に対して通常より高い原作料を要求したためだという。
アダムズは『ドクター・フー』の自分が書いたエピソードや脚本編集として関わったエピソードで内輪受けのネタとして『銀河ヒッチハイク・ガイド』に言及することを許していた。また『ドクター・フー』のその後のシリーズでもヒッチハイク・ガイドへの言及があり、最近では2007年に 42 というサブタイトルの話があった。逆にヒッチハイク・ガイドの小説に『ドクター・フー』への言及が少なくとも1カ所ある。『宇宙クリケット大戦争』で主人公2人がローズ・クリケット・グラウンドのピッチ上に突然現れる。そのときのラジオのコメンテーターの反応が『ドクター・フー』の1965-66年の第8話 The Daleks' Master Plan でドクターのターディスが同じクリケット競技場に突然現れたときのコメンテーターの反応と酷似している。
Shada と City of Death の要素はアダムズの小説 Dirk Gently's Holistic Detective Agency にも再利用されており、Dirk Gently はドクターと同じプロット上の役割を担っている（性格は全く異なる）。Big Finish Productions は後に Shada をオーディオドラマとしてリメイクした。これに一部アニメーション化したイラストを付けたものが、2003年にBBCのウェブサイトでインターネット放送され、その後CD2枚組として発売された。2005年12月10日には BBC7 がデジタルラジオで放送している。
なお、リチャード・ドーキンスを後に妻となる Lalla Ward と引き合わせたのはアダムズで、Lalla Ward は『ドクター・フー』に出演していた女優だった。
アダムズは学生時代に Doctor Which と題した脚本を書いて舞台を上演したことがある。

### 音楽
アダムズは左利きながらギターを弾き、生涯に24本の左利き用ギターを収集した（最初のギターは1964年に入手）。1960年代に Paul Wickens からピアノとギターを習った。Wickens はポール・マッカートニーのバンドでピアノを演奏していた（また、2004-2005年版のラジオ版『銀河ヒッチハイク・ガイド』では音楽を担当している）。ビートルズ、ピンク・フロイド、プロコル・ハルムの3者はアダムズが大きな影響を受けたアーティストである。

#### ピンク・フロイド
もともとのラジオ版『銀河ヒッチハイク・ガイド』ではピンク・フロイドの曲が直接使われていた。主人公達が異星の地形を調べているとき、ロボットのマーヴィンがピンク・フロイドの「クレイジー・ダイアモンド」をハミングする。これはCD版ではカットされている。また、ノンフィクションの Last Chance to See ではフクロウオウムの立てる様々な音をピンク・フロイドと比較している。
アダムズの公式の伝記の題名はピンク・フロイドの曲 "Wish You Were Here" にちなんでいる。アダムズはピンク・フロイドのギタリスト デヴィッド・ギルモアとは友人で、アダムズの42歳（42という数字はアダムズにとっては特別であり、生命、宇宙、そして万物についての究極の疑問の答えであるとともに、その年に娘が生まれている）の誕生日にピンク・フロイドのコンサートにゲスト出演者として招待され、ギターを弾いて演奏に参加した。ピンク・フロイドの1994年のアルバム The Division Bell のタイトルはアダムズが収録曲の歌詞から選んだ。ライナーノートにもアダムズの名がある。また、ギルモアはアダムズの追悼式で演奏している。
『宇宙の果てのレストラン』に登場するロックバンド「デザスター・エリア」はピンク・フロイドがモデルであり、「銀河一大きな音を立てるロックバンドというだけでなく、あらゆる騒音の中でも一番うるさい」バンドとして描かれている。デザスター・エリアはステージ演出として宇宙船を太陽に突っ込ませるのだが、これもピンク・フロイドのステージの派手な演出が発想の元になっていると見られる。また、ピンク・フロイドには "Set the Controls for the Heart of the Sun"(1968) という曲がある。

#### プロコル・ハルム
アダムズは、プログレッシブ・ロックバンド プロコル・ハルムのメンバーゲイリー・ブルッカーの友人だった。アダムズが開いたホームパーティにブルッカーがよく来ていたという。あるとき、そのホームパーティでブルッカーがヒット曲「青い影」をフルコーラス歌ったことがある。ブルッカーはアダムズの追悼式でも演奏している。
アダムズはブルッカーのステージに登場し "In Held Twas in I" の演奏に参加したことがある。
アダムズは執筆中に音楽をかけていたが、ときおりその音楽に執筆内容が影響されることがあった。プロコル・ハルムのアルバム Grand Hotel の表題曲がかかっていたとき、

#### その他の音楽との関わり
アダムズは影響を受けた音楽やミュージシャンについて、よく本の中で触れている。ヒッチハイク・ガイド・シリーズでは、『銀河ヒッチハイク・ガイド』ではネズミのベンジイとフランキイが『究極の答え』に適した質問として「人間が歩く道の数はいくつ？」(How many roads must a man walk down?) を思いつく。これは、ボブ・ディランの曲「風に吹かれて」の一節である。また同作で「黄金の心」号のコンピュータ（エディ）は2つの核ミサイルから逃れられず危機に陥ったとき、「ユール・ネヴァー・ウォーク・アローン」を歌いだす。このロジャース&ハマースタインの曲は『回転木馬』というミュージカルの曲で、イギリスで1960年代にヒットした。その後サッカーファンが歌う定番の曲になり、ピンク・フロイドもアルバム「おせっかい」に収録された「フィアレス」の途中に挿入している。「黄金の心 (Heart of Gold)」という宇宙船の名称自体もニール・ヤングの曲名 (en) に由来している。
2作目の『宇宙の果てのレストラン』は、ポール・サイモンの1980年のアルバム One-Trick Pony に捧げられている。アダムズはそのアルバムを執筆中に常にかけていたとしている。4作目『さようなら、いままで魚をありがとう』では、アーサー・デントがダイアー・ストレイツのLPを聴いているが、アダムズはそのギタリスト マーク・ノップラーに敬意を表している。作中では曲名は明記されていないが、アダムズは後にアルバム Making Movies に収録された "Tunnel of Love" だと明かしている。『ほとんど無害』では、フォード・プリーフェクトとアーサー・デントが入ったバーでエルヴィス・プレスリーらしき男が歌っているのを発見する。
ロック以外にもアダムズはヨハン・ゼバスティアン・バッハの作品を賞賛しており、Dirk Gently's Holistic Detective Agency にそれが現れている。アダムズはモンキーズのマイク・ネスミスとも友人だった。1990年代に『銀河ヒッチハイク・ガイド』を映画化する話があったが、そのときのプロデューサーがネスミスだった。
アダムズはビートルズのファンでもあった。『宇宙クリケット大戦争』ではポール・マッカートニーに言及し、『ほとんど無害』や Dirk Gently's Holistic Detective Agency ではビートルズの詩や曲名を引用している。例えば次のように台詞全部がビートルズの曲名という一節がある。
"Yes, it is", said the Professor. "Wait – let it be. It won't be long."
Richard stared in disbelief. "You say there's a horse in your bathroom, and all you can do is stand there naming Beatles songs?"
"Well, the bathroom window's open. I expect she came in through that."
"You're doing it deliberately, aren't you?"
The Salmon of Doubt でも似たようなことを試みている。

### コンピュータゲームなど
アダムズは Steve Meretzky と共に『銀河ヒッチハイクガイド』のインタラクティブ小説版コンピュータゲーム HHGG を制作し、Infocom から1984年に発売した。1986年にはルーカスアーツのゲーム Labyrinth のための一週間にも及ぶブレインストーミングに参加した。その後、再び Infocom の Bureaucracy 制作に参加しているが、特定の小説を原作としたものではない。1998年に Simon and Schuster から発売されたコンピュータゲーム Starship Titanic の制作にも関わった。アダムズがゲーム本体の制作で忙しかったため、テリー・ジョーンズが付随した本である Douglas Adams’s Starship Titanic を書いた。1999年4月、h2g2という協調型執筆プロジェクトを立ち上げた。これは、『銀河ヒッチハイク・ガイド』を実際に作ってみようとする実験であり、インターネットにおける集団的知性を利用する試みである。
1990年、テレビのドキュメンタリー番組 Hyperland の脚本を書き、出演した。Tom Baker はかつての Microsoft Office で採用されていたアシスタントあるいは失敗に終わった Microsoft Bob のようなエージェントとして登場している。テッド・ネルソンとのインタビューでは、ハイパーテキストの利用に関して話している。アダムズがハイパーテキストを発明したわけではないが、かなり初期からのハイパーテキスト支持者だった。なお、ティム・バーナーズ＝リーがハイパーテキストの考え方を使った HTML を考案したのもこの年である。

## 信念と活動

### 無神論と宗教観
アダムズは自身を「急進的無神論者」だとし、不可知論者ではないことを明らかにするために「急進的 (radical)」と付けていると述べていた。American Atheists に対して彼はこう称することで説明が楽になるとし、さらに重要なことは彼が本気だということが伝わるのだと述べている。「私は神がいないと確信している」と彼は言う。それにも関わらず、人類の様々な出来事への宗教の効果のため、彼は宗教に関心を持ち続けた。「私はそれをつついていじるのが大好きだ。長年それについて考え続けたので、私が書くものにはその影響が出ているはずだ」
無心論者でもあるリチャード・ドーキンスは著書『神は妄想である』の中で無神論の議論の例証としてアダムズの影響を最後まで利用した。彼は冗談めかしてアダムズのことを「おそらく私が唯一無神論に改宗できた」人物だとしている。この本はアダムズに捧げられており、アダムズの「妖精が隠れていることを信じなくたって、庭は十分美しいじゃないか」という言葉を引用している。

### 環境活動
アダムズは環境保護活動家でもあり、いくつかの絶滅危惧種の保護活動を行っていた。例えば、ノンフィクションのラジオ番組 Last Chance to See では動物学者 Mark Carwardine と共にフクロウオウムやヨウスコウカワイルカといった希少種を見に行き、1990年には同名の本も出版している。アイアイやコモドドラゴン、ゴリラ、サイなどの現状と保護を現地取材して述べており、この書籍とBBCの4シリーズに基づくCD2枚組が The Voyager Company として1992年に出ている。
アダムズと Mark Carwardine は、Last Chance to See でゴリラに会いに行ったことから The Great Ape Project という本にも関わった。これは1993年により大きなプロジェクトとして始まったもので、人類とそれ以外の大型類人猿を倫理的に同等に扱うことを要求することを目的としており、Paola Cavalieri とピーター・シンガーが編集を行った。
1994年には、イギリスの慈善団体 Save the Rhino のために、サイの着ぐるみを着てキリマンジャロ登山するというイベントに参加した。この登山には様々な人々が参加し、サイの着ぐるみを交代で着た。アダムズが着たのは登山が始まる前のキリマンジャロの麓まで行く道中のことだった。このイベントで10万ポンドの募金が集まり、ケニアの学校とタンザニアでのクロサイ保護活動に寄付された。アダムズは Dian Fossey Gorilla Fund の熱心なサポーターでもあった。2003年以降、Save the Rhino はアダムズの誕生日のころに毎年 Douglas Adams Memorial Lecture を開催し、収益を環境保護活動に使っている。これまでの講演者は次の通り。
- 2003年 リチャード・ドーキンス – Queerer than we can suppose: the strangeness of science
- 2004年 Robert Swan – Mission Antarctica
- 2005年 Mark Carwardine – Last Chance to See... Just a bit more
- 2006年 Robert Winston – Is the Human an Endangered Species?
- 2007年 リチャード・リーキー – Wildlife Management in East Africa – Is there a future?
- 2008年 スティーブン・ピンカー – The Stuff of Thought, Language as a Window into Human Nature
- 2009年 Benedict Allen – Unbreakable
- 2010年 Marcus du Sautoy – 42: the answer to life, the universe and prime numbers

### テクノロジー
アダムズはテクノロジー全般のファンでもあった。彼がワードプロセッサを初めて買ったのは1982年だが、1979年には購入を検討し始めている。後に語ったところによれば1982年までは「専門用語の越えられない障壁」が立ちはだかっていたという。「どういう概念が背後にあるかもわからないそれらの単語が前後に飛び交っていた」という。1982年に最初に購入したのは Nexus という機種だった。1983年、ジェーン・ベルソンと共にロサンゼルスに出かけたとき、DECの Rainbow を購入。その後も Apricot、BBC Micro、Tandy 1000 と次々に購入。Last Chance to See ではザイールにキタシロサイを捜しに行ったときに Cambridge Z88 を持っていったことを語っていた。
死後に出版された The Salmon of Doubt には、アダムズがテクノロジーを主題に書いたエッセイがいくつかあり、MacUser 誌向けの記事やインデペンデント紙土曜版向けの記事も収録されている。それらによると、アダムズが最初に目にしたコンピュータは Commodore PET であり、Apple Macintosh を愛好するようになったのは、1983年にマサチューセッツ州のInfocom本社で目にしたことがきっかけだったという（ただし、時期的に見てMacではなく Apple Lisa だったと思われる）。
アダムズは1984年の登場当初から死去する2001年まで Macintosh ユーザーだった。各作品には、執筆に用いた機種やソフトを明記していた。イギリスで最初にMacを購入したのはアダムズだと言われている（文献によってはスティーヴン・フライが最初とされている）。アダムズはアップル社が認めた "Apple Master" の1人だった（他にはジョン・クリーズやグレゴリー・ハインズがいる）。アダムズは、娘を撮影したビデオを初期のiMovieで編集してロック音楽のミュージックビデオを製作している。このビデオは今もアダムズのMobileMeのホームページに掲載されている。douglasadams.comのフォーラムには、4月26日にMac OS Xについて「インストールを夏まで待つつもりだったが負けてしまい、先週やってしまった。」「慣れるまでしばらくかかるし欠点はある」「しかし」「すばらしい。完全にほれ込んでしまった（I think it's brilliant. I've fallen completely in love with it.）」と述べたのがアダムズの最後の投稿となっている。
アダムズは電子メールをかなり初期のころから使い始め、Infocom によるコンピュータゲーム版『銀河ヒッチハイク・ガイド』の製作で Steve Meretzky とのやりとりに使っていた。1993年、ニューメキシコに住んでいたころ新たな電子メールアドレスを取得し、USENETのニュースグループ alt.fan.douglas-adams に投稿しはじめ、時には comp.sys.mac にも投稿した。彼の投稿の多くはGoogleによって保存されている。本人かどうかを疑われることが多かったため、自身のウェブサイトにメッセージフォーラムを作ることになった。2001年4月。アダムズはサンフランシスコで開催された組み込みシステムに関する主要な技術会議の1つ Embedded Systems Conference の基調講演を行った。彼はその講演で、テクノロジーが日々の生活でどのように役立つべきかというビジョンを説明した。

## 私生活
1980年、アダムズは当時夫と別居中だった小説家サリー・エマーソンと恋に落ちた。後に『宇宙クリケット大戦争』をエマーソンに捧げている。エマーソンは1981年には夫の下に戻ったが、その夫 Peter Stothard はアダムズの Brentwood School 時代の同級生であり、後にタイムズ誌編集者となった。間もなく友人の紹介でジェーン・ベルソンと出会い、恋愛関係になった。1980年代中ごろの彼の著書の著者紹介欄で「彼はイズリントンに女性弁護士とMacintoshと共に住んでいる」と書かれていたが、この「女性弁護士」がベルソンである。1983年、『銀河ヒッチハイク・ガイド』の映画化の話があったため、彼らはロサンゼルスで同居し、アダムズは脚本を書いていた。しかし映画化の話がなくなり、2人はロンドンに移住。その後別居したこともあったが、1991年11月25日に結婚。1994年6月に娘が生まれた。1999年、ロンドンからカリフォルニア州サンタバーバラに引越し、アダムズが亡くなるまでそこで過ごした。その後、妻と娘はロンドンに戻っている。

## 死とその後

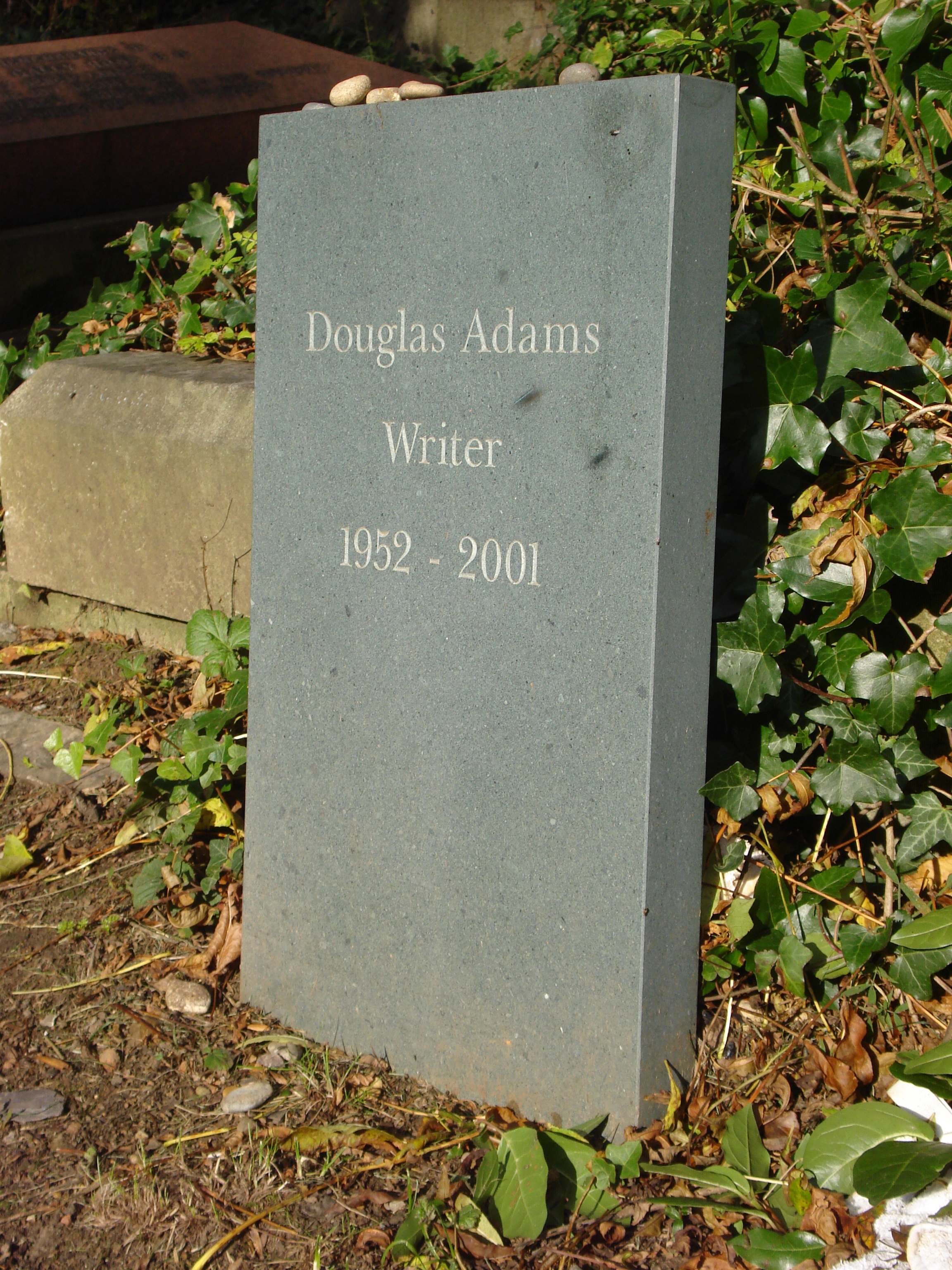
ロンドンのハイゲイト墓地 にあるダグラス・アダムズの墓

2001年5月11日、心筋梗塞によりアメリカ合衆国カリフォルニア州サンタバーバラ近郊モンテシートの自宅のジムにて急逝。49歳没。気づかないうちに冠状動脈が徐々に狭くなっていたことが原因である。5月13日に Harvey Mudd College の学位授与式でスピーチする予定だった。葬儀はサンタバーバラで5月16日に執り行われた。その後火葬され、遺骨は2002年6月にロンドンのハイゲイト墓地に埋葬された。
当時、BBCのラジオ『The Hitchhiker's Guide to the Future』の最終エピソード放映の一週間後であり、映画版「銀河ヒッチハイク・ガイド」の脚本を執筆中であった（『The Hitchhiker's Guide to the Future』はアダムズが音楽や放送、出版などの将来について語った4回のドキュメント番組で、フィクションではない）。生前最後に人前に登場したのは、カリフォルニア大学サンタバーバラ校で行われた Parrots, the universe and everything（オウム、宇宙と全て）と題した講演で、生前に録画された最後の映像となっている。この講演を文章に起こしたものもある。
2001年9月17日、ロンドンのトラファルガー広場に面した教会セント・マーティン・イン・ザ・フィールズで追悼式が行われた。その模様はBBCがウェブ上で生中継した。そのビデオは今もBBCのサイトからダウンロード可能である。
2002年5月、少年時代の投稿やエッセイ、短編小説、未刊となった作品 "The Salmon of Doubt" の一部、リチャード・ドーキンスやスティーヴン・フライの追悼文（イギリス版）、Christopher Cerfの追悼文（アメリカ版）、テリー・ジョーンズの追悼文（アメリカでのペーパーバック版）を収録した作品集 The Salmon of Doubt が出版された。出版前に偽のレビューがいくつか米Amazon.comに掲載されるなどして、話題となった。"The Salmon of Doubt" は未完の長編小説で、元々は 《Dirk Gently》シリーズの1作となる予定だったが、《銀河ヒッチハイク・ガイド》シリーズの6作目のようになっていた。
死後、『銀河ヒッチハイク・ガイド』が映画化され、2005年に公開された。親交の深かったリチャード・ドーキンスは、2006年に出版した著書『神は妄想である』を献呈した。
また、アルテミス・ファウルシリーズの作者オーエン・コルファーが遺族公認の《銀河ヒッチハイク・ガイド》シリーズ6作目とされる And Another Thing... を2009年10月12日に出版した。
1998年に発見された小惑星が『銀河ヒッチハイク・ガイド』の主人公の名前アーサー・デントから18610 Arthurdent と命名された。また、その仮符号が「2001 DA42」（没年と頭文字と『銀河ヒッチハイク・ガイド』のキーワード「42」と一致する）である小惑星が、2005年に「25924 Douglasadams」と命名されている。

## 伝記
死後、2003年にニック・ウェブにより公式の伝記『Wish You Were Here』が出版された。M. J.シンプソンによる伝記『Hitchhiker : A Biography of Douglas Adams』も出版されたが、両者の打ち合わせによりウェブはアダムズの人生について、シンプソンは作品について焦点を絞っている。ニール・ゲイマンによる『Don't Panic: Douglas Adams & the Hitchhiker's Guide to the Galaxy』は、1988年に「銀河ヒッチハイクガイド」の公式ガイドとして『Don't Panic: The Official Hitchhikers Guide to the Galaxy Companion』のタイトルで出版され、1993年にデヴィッド・K・ディクソンにより加筆されて現在の名称で出版され、2003年には上記伝記の作者であるM. J.シンプソンにより改訂、出版された。
映像では『Life, The Universe and Douglas Adams』というドキュメンタリービデオが2002年にリリースされている。
BBCからは2004年に、アダムズのかかわった作品を集めた『Douglas Adams at the BBC』がCD3枚組で出された。

## 作品リスト

### 小説

#### 《銀河ヒッチハイク・ガイド》シリーズ
- 銀河ヒッチハイク・ガイド The HitchHiker's Guide to the Galaxy (1979)
- 宇宙の果てのレストラン The Restaurant At the End of the Universe (1980)
- 宇宙クリケット大戦争 Life,The Universe and Everything (1982)
- さようなら、いままで魚をありがとう So Long, and Thanks for all the Fish (1984)
- ほとんど無害 Mostly Harmless (1992)
- 若きゼイフォードの安全第一 "Young Zaphod Plays It Safe" (1986) - 短編。河出文庫版『宇宙クリケット大戦争』所収

#### 《ダーク・ジェントリー》シリーズ
- ダーク・ジェントリー全体論的探偵事務所 Dirk Gently's Holistic Detective Agency (1987)
- 長く暗い魂のティータイム The Long Dark Tea-Time of the Soul (1988)

### エッセイ
- これが見納め―― 絶滅危惧の生きものたち、最後の光景 マーク・カーワディンとの共著 リチャード・ドーキンス(序文) Last Chance to See (1990)

### 脚本
- 『空飛ぶモンティ・パイソン』エピソード45、Party Political Broadcast on Behalf of the Liberal Party (1972)
- 『ドクター・フー』旧シリーズのエピソード
  - The Pirate Planet (1978)
  - City of Death (1979) - David Fisher 原案、Graham Williams と共同執筆
  - Shada (1979–1980)
- The Hitchhiker's Guide to the Galaxy: The Original Radio Scripts (1985) - Geoffrey Perkins と共同執筆
- Hyperland (1990) - ハイパーテキストについてのドキュメンタリー番組
- The Internet: The Last Battleground of the 20th century (2000) - ラジオ番組
- The Hitchhiker's Guide to the Future (2001) - 死の直前まで関わっていた最後のラジオ番組

### その他
- The Meaning of Liff (1983) - John Lloydとの共著
- The Utterly Utterly Merry Comic Relief Christmas Book (1988) - アダムズとPeter Finchamの編集によるチャリティブック。短編 "Young Zaphod Plays it Safe"、"The Private Life of Genghis Khan"(1975)、"A Christmas Fairly Story"（1986, テリー・ジョーンズとの共作）などを収録
- The Deeper Meaning of Liff (1990) - 表現する言葉がないが、そういう言葉があるべきだという事物についての辞書。John Lloydとの共著
- The Salmon of Doubt: Hitchhiking the Galaxy One Last Time (2002) - 未完の小説の草稿、短編小説、エッセイ、インタビューなどを収録

### コンピューター・ゲーム
- The Hitchhiker's Guide to the Galaxy (1984)
- Bureaucracy (1987)
- Starship Titanic (1998)